# Ivo Vajgl
Ivo Vajgl (Maribor, 3 marzo 1943) è un politico e diplomatico sloveno.
È stato membro del partito Democrazia Liberale di Slovenia (LDS) dalla metà degli anni novanta fino al 2007, quando aderì al neonato partito Zares.
Nel luglio 2004 fu nominato Ministro degli Esteri dal Primo Ministro Anton Rop, carica che mantenne fino al dicembre dello stesso anno, quando si insediò il nuovo governo di Janez Janša. Dal 2004 al 2007 lavorò come consigliere per la politica estera del presidente Janez Drnovšek.
Nel 2005 si candidò alla presidenza del partito, ma fu sconfitto da Jelko Kacin. Due anni dopo lasciò LDS per aderire a Zares, con il quale fu eletto all'Assemblea nazionale alle elezioni del 2008.
Alle elezioni europee del 2009 è stato eletto al Parlamento europeo. È membro della "Commissione per lo sviluppo" e membro sostituto della "Commissione per gli affari esteri" e della "Sottocommissione per la sicurezza e la difesa".